# John Lloyd (militaire)
Pour les articles homonymes, voir John Lloyd et Lloyd.
John Edward Lloyd (13 avril 1894 - 24 décembre 1965) est un officier supérieur de l'armée australienne qui a combattu pendant la Première et la Seconde Guerre mondiale.

## Carrière militaire
Lloyd est intégré dans la Citizens Military Force en janvier 1914 et, après le déclenchement de la Première Guerre mondiale, sert à Gallipoli et plus tard sur le front occidental en France et en Belgique. Il est blessé pendant son service.
Lloyd détient le grade de major dans la première force impériale australienne lorsqu'il est nommé lieutenant en probation dans l'armée indienne britannique le 25 mars 1918. Cela est confirmé dans sa nomination le 25 mars 1919. Il est affecté au 2e bataillon du 35e Sikhs et nommé adjudant. Il est promu capitaine le 15 septembre 1919. Après le démantèlement du 2e bataillon du 35e Sikhs, Lloyd est affecté au 1er bataillon du 30e Punjabis (en). Le régiment est stationné à Lahore lorsqu'il est nommé capitaine d'état-major du district de Lahore le 5 août 1921.
Lloyd prend sa retraite de l'armée indienne avec une gratification en tant que capitaine le 18 août 1922. Il déménage en Australie-Occidentale et, après avoir travaillé comme agriculteur et commis administratif, rejoint la Citizens Military Force en 1936.
De 1939 à 1940, il commande le 16e bataillon, étant réaffecté au 2/28e bataillon en 1940, qu'il dirige pendant deux ans dans la campagne d'Afrique du Nord, avant de commander la 16e brigade de 1942 à 1943 en Nouvelle-Guinée. À la fin de la guerre, Lloyd dirige le 2e groupe de réception de prisonniers de guerre australiens dans la récupération et le rapatriement de 11 000 prisonniers de guerre australiens en Asie du Sud-Est.